# Los amantes de la isla del diablo
Los amantes de la isla del diablo es una coproducción española y francesa dirigida por Jesús Franco y estrenada en el año 1974, de género dramático y thriller.

## Argumento
Un abogado atiende en Sudamérica a un superintendente que, al encontrarse al borde de la muerte, le confiesa haber acusado en falso a una pareja, que fue encarcelada, por un asesinato del que fueron culpables el superintendente moribundo y su amante.